# DemocratiEdegem
democratiEdegem (d!Em) was een Belgische lokale politieke partij in Edegem.

## Geschiedenis
De partij werd opgericht in 2010. Politiek coördinator was André van Ekelenburg. Bij de gemeenteraadsverkiezingen van 2012 overtuigde de partij 1,95% van de Edegemnaars, onvoldoende voor een zetel in de gemeenteraad. Kandidaten waren voornamelijk leden van de partij Rood!.
In september 2016 werd aangekondigd dat de naam van de partij werd gewijzigd naar d!Em en in februari 2017 dat er een samenwerking werd aangegaan met de PVDA. Het kartel kon 3,2% van de kiezers overtuigen bij de stembusgang van 2018, evenwel onvoldoende voor een mandaat. Lijsttrekker deze verkiezing was André van Ekelenburg. 